# 시스터 (2012년 영화)
시스터(L'Enfant d'en haut)는 2012년 개봉한 드라마 영화이다.

## 줄거리
“누나를 지켜 주면 엄마가 돌아올거야.”
아름다운 알프스 자락에 위치한 리조트. 12살 시몽은 관광객들의 옷과 스키, 가방을 훔쳐 살아간다. 그의 누나 루이는 동생에게 용돈을 받아가며 남자친구와 놀기 바쁘다. 위태로운 하루 하루가 이어지는 시몽에게 어느 날 따뜻한 말을 건네는 영국여인이 나타나고 시몽은 그녀의 주위를 맴돌며 엄마를 그리워 한다. 어느 날, 시몽의 도둑질이 발각되고, 시몽과 누나의 비밀마저 드러나는데… 시몽은 따뜻한 엄마 품을 찾을 수 있을까?

## 출연
- 레아 세이두 - 루이즈
- 케이시 모텟 클라인 - 사이먼
- 질리언 앤더슨 - 크리스틴 얀센
- 마틴 콤프스턴 - 마이크
- 장 프랑수아 스떼브낭 - 요리사
- 얀 뜨레구뜨 - 브루노
- 가빈 프페브르 - 마커스